# Colias ladakensis
Colias ladakensis là một loài bướm ngày nhỏ thuộc họ Pieridae, có màu vàng và trắng, được tìm thấy ở Ấn Độ.